# アントニオ・オルティス・メナ
アントニオ・オルティス・メナ（スペイン語: Antonio Ortiz Mena, 1907年9月22日 - 2007年3月12日）は、メキシコの政治家、経済学者。メキシコ蔵相、米州開発銀行総裁を歴任した。
チワワ州パラル生まれ。メキシコ国立自治大学で経済学を学んだ後、1952年から1958年までメキシコ社会保障研究所(IMSS)の理事を務めた。その後、1958年から1970年まで、アドルフォ・ロペス・マテオス及び、グスタボ・ディアス・オルダス両大統領の下で、大蔵公債長官（大蔵公債大臣とも。蔵相、財務相に当たる）を長く務めた。
1971年、オルティスは米州開発銀行の総裁に任命された。1988年まで実に17年間に渡って総裁を務めた。総裁退任後の1988年から1990年にかけては、メキシコの主要な商業銀行の一つであるバナメックスのトップとして勤務した。
2007年3月12日、メキシコシティで死去。99歳だった。
| 公職                    | 公職                                   | 公職                           |
| ----------------------- | -------------------------------------- | ------------------------------ |
| 先代 フェリペ・エレーラ | 米州開発銀行総裁 第2代:1971年 - 1988年 | 次代 エンリケ・V・イグレシアス |